# Будівництво 904 і ВТТ
Будівництво 904 і ВТТ — підрозділ системи виправно-трудових установ ГУЛАГ.
Час існування: організовано 24.02.48;
закрите між 17.03.49 і 15.04.49 (перейменований в Будівництво 384 і ВТТ).

## Підпорядкування і дислокація
- ГУЛПС з 25.02.48.

Дислокація: Удмуртська АРСР, Глазов.

## Історія
З початком німецько-радянської війни в Глазові почалося будівництво патронного заводу № 544. Виробництво гвинтівочних патронів організовувалося на базі обладнання Подільського та Кунцевського заводів. Разом з обладнанням прибували евакуйовані фахівці. До кінця 1942 року завод вийшов на проектну потужність.
У 1946 році у зв'язку з різким зниженням замовлень на патрони відбувся спад виробництва провідного підприємства Глазова. І наприкінці 1946 вийшла постанова про створення на базі патронного заводу № 544 підприємства з виробництва металевого урану — Чепецького механічного заводу (сьогоднішнього АТ ЧМЗ), що визначило подальшу долю міста Глазова. Для будівництва нового виробництва сформували велике будівельне управління, що отримало в розпорядження всі необхідні для будівництва кошти.

## Виконувані роботи
- будівництво заводу 544,
- обслуговування кар'єрів Широкбуду і Хорошевського родовища нерудних корисних копалин з 24.11.48,
- обслуговування СУ 885 з 03.12.48,
- будівництво цехів заводу 752 МХП

## Чисельність з/к
- 01.04.48 — 5134,
- 01.01.49 — 11365